# Manfred Bierganz
Manfred Robert Stefan Bierganz (* 26. Dezember 1942 in Reichenbach; † 7. Februar 2000 in Stolberg (Rheinland)) war ein deutscher Gymnasiallehrer, Kommunalpolitiker und Historiker.

## Leben
Während seiner beruflichen Laufbahn unterrichtete Manfred Bierganz am Goethe-Gymnasium in Stolberg und später am Städtischen Gymnasium in Eschweiler Deutsch und Geschichte. Bis zu seiner Frühpensionierung erreichte er die Position eines Studiendirektors.
Manfred Bierganz engagierte sich schon früh in der Erforschung seiner Heimat Stolberg und der näheren Umgebung. Er verfasste zahlreiche Schriften und Aufsätze. Sein Gesamtwerk stellt zurzeit eines der umfassendsten Dokumentationen der lokalen Geschichte der Städteregion Aachen dar. Dabei beschränkte er sich nicht nur auf die Darstellung von Städten, Orten und Ortsteilen (z. B. Breinig, Würselen, Kornelimünster). Ein großer Teil seiner Forschung galt der Geschichte der Region Aachen im Dritten Reich, der Beschreibung des jüdischen Lebens in der Region und der politischen Verhältnisse in dieser Zeit. Mit einer Arbeit über Hermann Cardauns promovierte Manfred Bierganz zum Dr. phil.
Neben seinem Engagement als Vorsitzender des Eifel- und Heimatvereins Stolberg-Zweifall war Manfred Bierganz aktives Mitglied im Vorstand des Deutschen Roten Kreuzes (DRK) Kreis Aachen, Mitglied der Arbeiterwohlfahrt (AWO), Mitglied im Landesgemeinschaft Naturschutz und Umwelt (LNU) und Vorsitzender der „Veranstaltergemeinschaft 107,8 Antenne AC“. Für den LNU war er Mitglied im Landschaftsbeirat im Kreis Aachen.
Manfred Bierganz war Mitglied der Sozialdemokratischen Partei Deutschlands (SPD). Hier war er u. a. Vorsitzender des SPD-Ortsvereins Stolberg-Vicht/Zweifall. Außerdem war er als sachkundiger Bürger im Rat der Stadt Stolberg tätig.
Manfred Bierganz verstarb im Februar 2000 an einem Herzversagen.

## Werke (Auswahl)
- Hermann Cardauns (1847 – 1925). Politiker, Publizist und Wissenschaftler in den Spannungen des politischen und religiösen Katholizismus seiner Zeit. Technische Hochschule Aachen, Philos. Fak., Diss., 1977, II, 552 S.
- 10. Mai 1940. Zwischen Aachen und Lüttich.
- Juden in Aachen. Manfred Bierganz; Annelie Kreutz. Hrsg. von der Ges. für Christl.-Jüdische Zusammenarbeit Aachen e.V. Alano-Verlag, Aachen 1988, ISBN 3-924007-75-6.
- Breinig. In Bildern vergangener Tage.
- Würselen. Die Stadt in Bildern vergangener Tage. (Mitherausgeber u. a. Martin Schulz, MdEP)
- Mausbach. Ein Ort in Bildern vergangener Tage.
- Eschweiler. Die Stadt in Bildern vergangener Tage.
- Kornelimünster. Ein heimatkundlicher Führer.